# Kerk van Nijeberkoop
De kerk van Nijeberkoop stond oorspronkelijk op de begraafplaats van Nijeberkoop en werd afgebroken omstreeks 1830.

## Beschrijving
De kerk van Nijeberkoop is eind 17e of begin 18e eeuw getekend door de tekenaar Jacobus Stellingwerff (1667–1727). Naast de kerk is een klokkenstoel met schilddak afgebeeld. De kerk lag toen in het midden van het dorp aan de voormalige dorpsstraat, die naar Oldeberkoop liep. Het dorp werd in de loop der tijd naar het zuidoosten verplaatst. De kerk werd afgebroken omstreeks 1830.

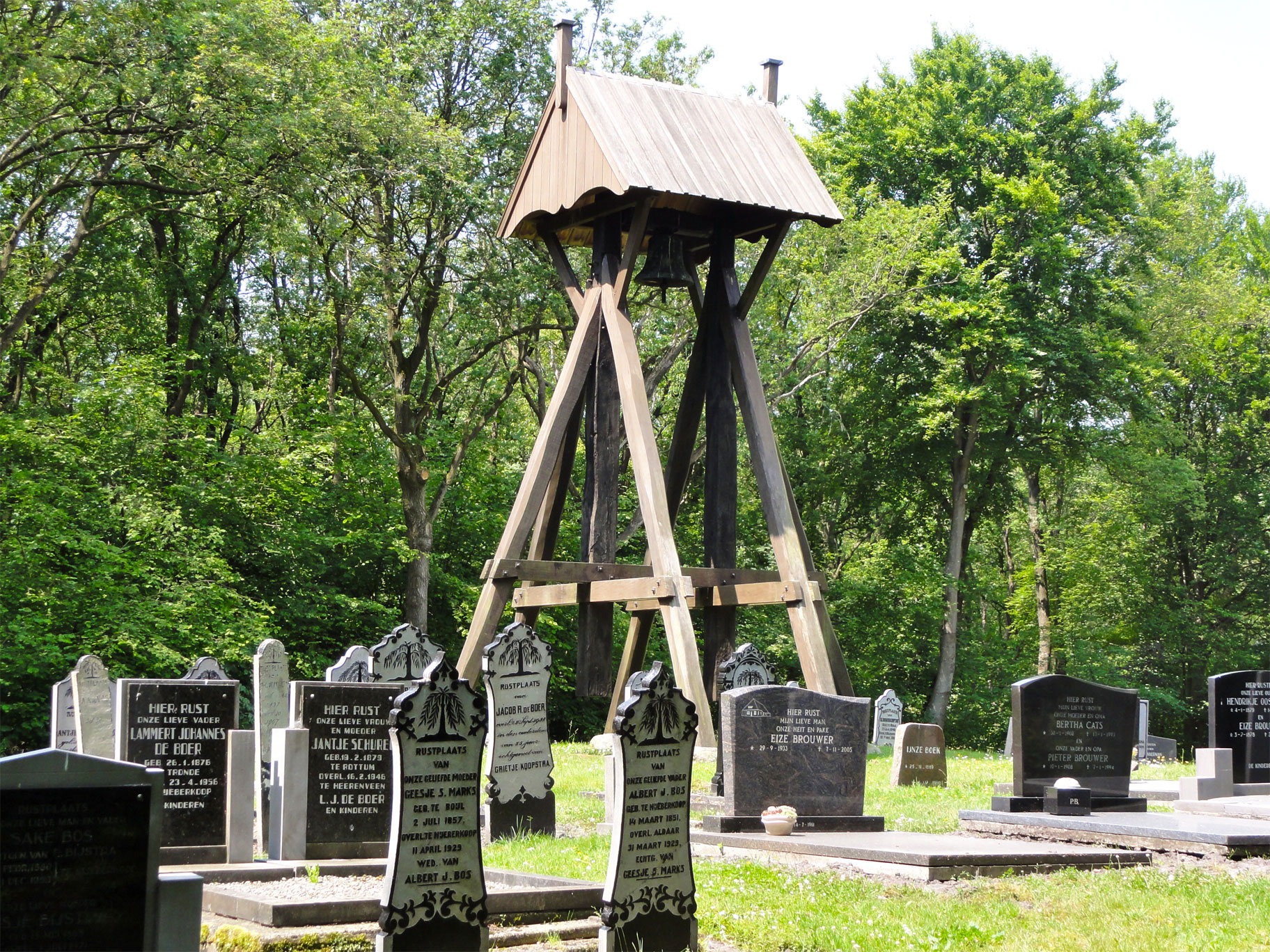
tekst op klok:
Anno 1943 door vijands macht verloren /
anno 1948 door eendracht van mijn dorp herboren

Op de plaats waar ooit de kerk heeft gestaan bevindt zich op de begraafplaats van Nijeberkoop een klokkenstoel met zadeldak. Deze klokkenstoel is erkend als rijksmonument. De toegang tot het kerkhof wordt gevormd door een graspad, dat vroeger de Lijkweg werd genoemd. Dit pad zal onder meer met behulp van bijdragen van gemeente Ooststellingwerf en de provincie Friesland uit het budget Plattelânsprojekten worden verbeterd.